# Knautia pancicii
Knautia pancicii är en tvåhjärtbladig växtart som beskrevs av Szabó. Knautia pancicii ingår i släktet åkerväddar, och familjen Dipsacaceae. Inga underarter finns listade i Catalogue of Life.